# Клесівський дендропарк
Кле́сівський дендропа́рк — дендропарк місцевого значення в Україні. Розташований у Сарненському районі Рівненської області, на західній околиці смт Клесів, на території Клесівського лісництва. 
Територія 3 га. Заснований 1997 року ландшафтним архітектором-самоуком Олексієм Вороном. 
Рослинність парку: ялівець звичайний, ялівець верескоподібний, ялівець віргінський, туя західна (Thuja occidentalis), тис чорний, самшит, срібляста ялина, ялина канадська конічна, бересклет японський, туєвик японський тощо. 
Парк відомий численними «зеленими скульптурами».

## Галерея

Колобок
Скульптура «Гриб»
Скульптура «Ліс»
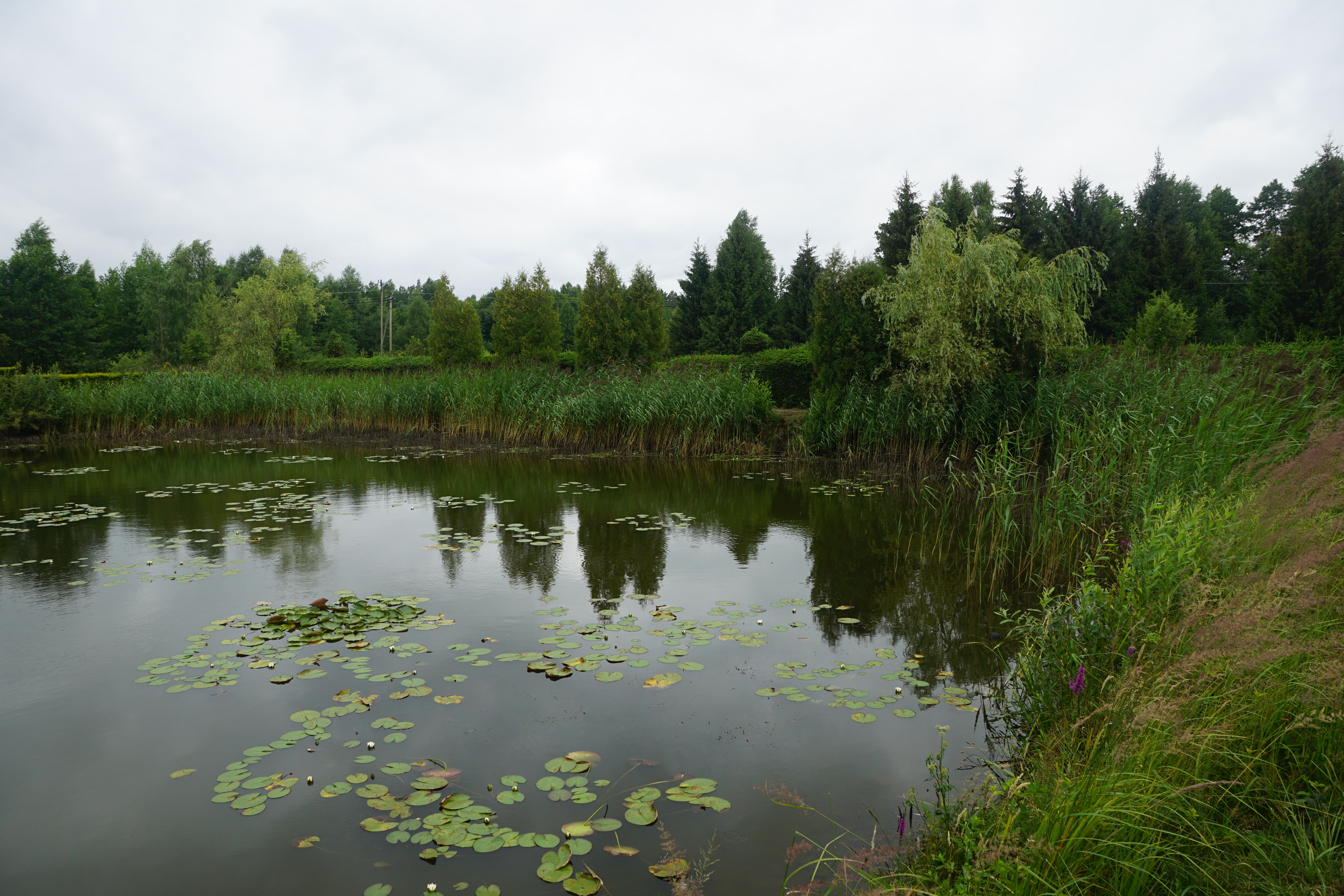
Ставок
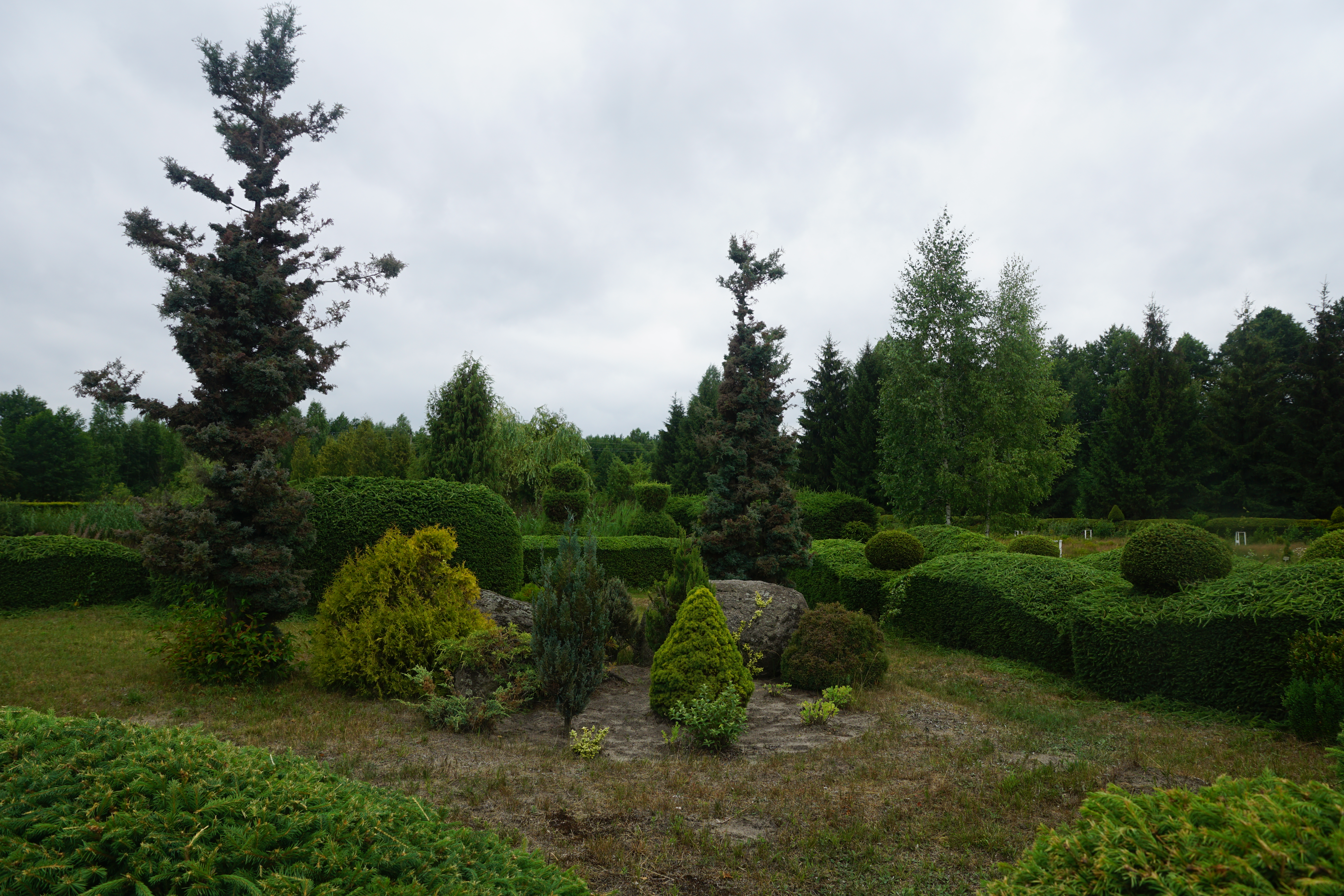
Каміння
Вхід